# Sábado (película chilena)
Sábado es la ópera prima del director chileno Matías Bize. 
Esta película tiene la particularidad de que está rodada en un solo plano secuencia, esto quiere decir que la cámara no corta desde el inicio hasta el final de la película.
Con un costo de 30 mil pesos, esta película se filmó el día sábado 26 de octubre de 2002 y fue estrenada mundialmente en el Festival de Cine de Mannheim-Heidelberg en Alemania, donde ganó cuatro premios incluyendo el Premio Rainer Werner Fassbinder. 
Luego participó en: el Festival de Cine Down Under de Australia (Premio Mejor Director y Mejor Actriz); el Festival Iberoamericano de Cine Cero Latitud de Ecuador (Mención Especial del Jurado); el Festival de Cine Las Américas, en EE. UU (Mejor Opera Prima); y en el Festival Internacional de Cine Digital Isla de La Palma, en España (Mejor Película).
Además participó en los festivales de Montreal (Canadá), La Habana (Cuba), Toulouse, Biarritz y Marsella (Francia), Montevideo (Uruguay), Valdivia (Chile), Varsovia (Polonia), Lincoln Center, Cinequest y Minnesota (EE. UU), Costa Rica (Costa Rica) y Bogotá (Colombia), entre muchos otros.
Todos estos premios y festivales le significaron estrenar comercialmente en Chile, Hungría, Eslovenia, Holanda y Alemania.
En varias ocasiones Matias Bize ha declarado que con Sábado su principal motivación era filmar una película que emocionara y entretuviera al espectador, más allá de tener una gran producción; y poder concentrarse en el guion, en las actuaciones y en la manera en que contaba la historia.
Sin quererlo, esta película significó para este joven realizador el comienzo de una carrera marcada por los desafíos, sus siguientes películas En la cama y Lo bueno de llorar también han marcado pauta en el cine chileno.
- Datos: Q6136957